# Michael Norman
Michael Norman, Jr., né le 3 décembre 1997 à San Diego, est un athlète américain spécialiste des épreuves de sprint, champion du monde du 400 mètres et du relais 4 × 400 mètres en 2022 à Eugene, et champion olympique du relais 4 × 400 m en 2021 à Tokyo.
Il est le quatrième meilleur performeur de tous les temps sur 400 m en plein air en 43 s 45 et fait partie des trois athlètes avec son compatriote Fred Kerley et  le Sud-africain Wayde van Niekerk à être descendu à la fois sous les 10 secondes sur 100 mètres, sous les 20 secondes sur 200 mètres et sous les 44 secondes sur 400 mètres.

## Biographie
Il naît à San Diego, en Californie, de Michael et Nobue Norman. Il a une sœur, Michelle.

### Carrière junior et universitaire

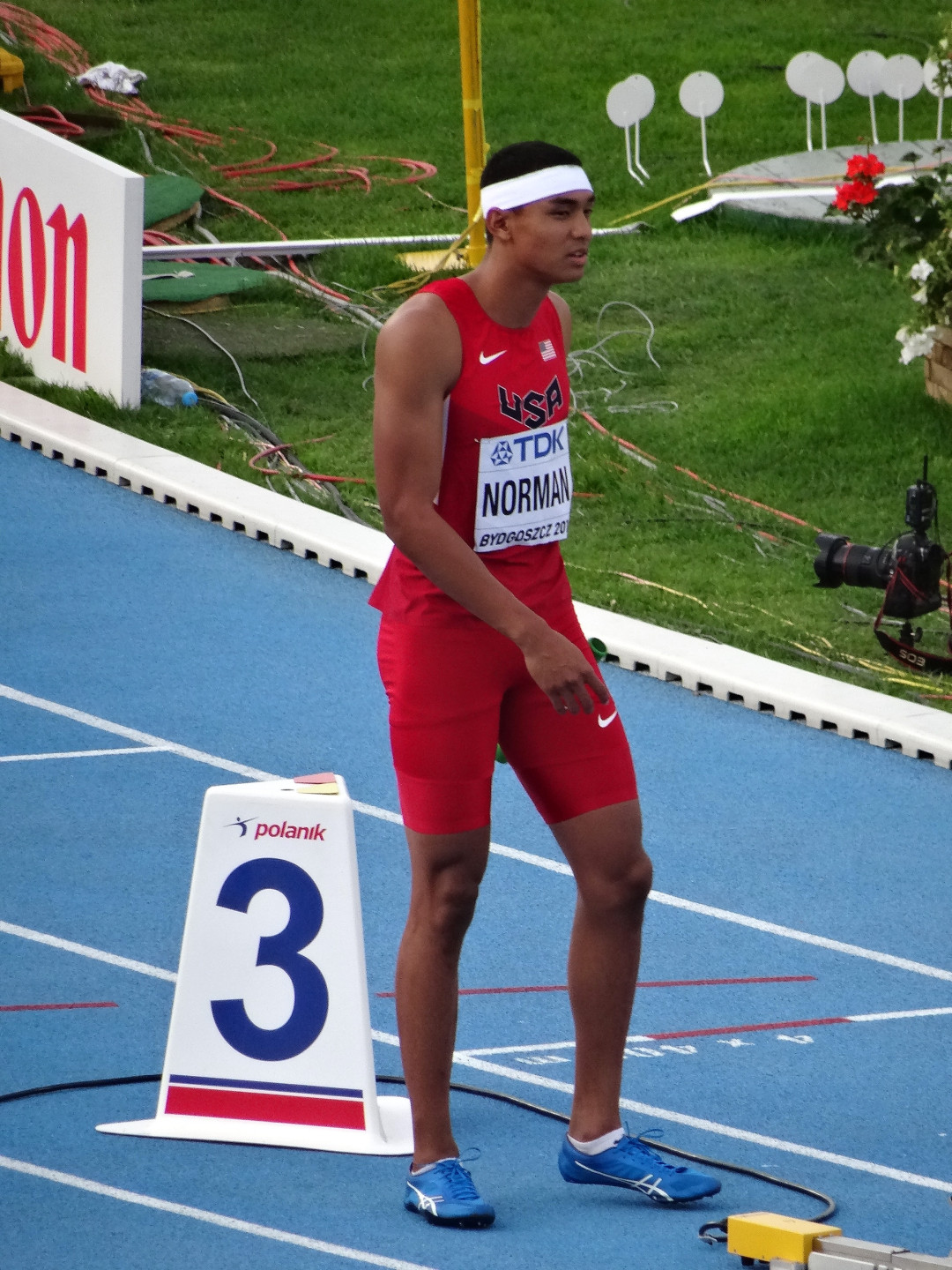
Michael Norman lors des championnats du monde juniors 2016.

Il porte son record personnel à 45 s 19 sur 400 m à Clovis en juin 2015. Il remporte le titre sur 200 m lors des championnats du monde juniors 2016 à Bydgoszcz, en 20 s 17, record des championnats, à 3/100e de son record personnel de 20 s 14 obtenu à Eugene le 9 juillet 2016, ainsi que le titre du relais 4 × 100 m.
Le 10 mars 2018, lors des championnats NCAA en salle à College Station, Michael Norman établit un nouveau record du monde en salle du 400 m en parcourant la distance en 44 s 52. Cette performance n'est cependant pas homologué par la fédération internationale.
Plus tard dans la soirée, l'équipe du relais 4 × 400 mètres des Trojans de l'USC, club de l'université du Sud de la Californie à Los Angeles, composée de Zach Shinnick, Rai Benjamin, Ricky Morgan et Michael Norman, établit la meilleure performance de tous les temps en salle sur 4 × 400 m en 3 min 0 s 77, temps inférieur au record du monde en salle de 3 min 1 s 77 établi une semaine plus tôt par l'équipe de Pologne lors des championnats du monde en salle de Birmingham. Cependant, cette performance n'est pas considérée comme un record du monde car Rai Benjamin avait alors la nationalité antiguaise,.
Lors de la saison estivale, il porte rapidement son record personnel du 200 mètres à 20 s 06 (- 1,4 m/s) et du 400 mètres à 44 s 40. Lors du championnat NCAA se déroulant à Eugene, l'Américain décide de ne s'aligner que sur sa distance de prédilection, le 400 mètres. Auteur de 44 s 66 en demi-finale, il se qualifie aisément pour la finale, qu'il remporte en battant le record universitaire de Fred Kerley (43 s 70 en 2017) en réalisant le super chrono de 43 s 61. À cette occasion, il devient à seulement 20 ans le 6e meilleur performeur de l'histoire derrière Wayde van Niekerk (43 s 03), Michael Johnson (43 s 18), Harry Butch Reynolds (43 s 29), Jeremy Wariner (43 s 45) et Quincy Watts (43 s 50). Le soir même, il contribue au sein du relais 4 × 400 mètres au record universitaire, en 2 min 59 s 00. Le lendemain, il annonce quitter l'université pour devenir professionnel.
Pour sa première compétition en tant qu'athlète professionnel, Norman remporte le 200 mètres du Meeting de Paris le 30 juin, en 19 s 84, record personnel, et ce malgré un vent négatif (- 0,6 m/s). Cinq jours plus tard, lors de l'Athletissima de Lausanne, il se classe second de la course en 19 s 88 (+ 0,4 m/s), derrière son compatriote et meilleur performeur mondial de l'année Noah Lyles (19 s 69).

### Vainqueur de la Ligue de diamant pour sa première saison en tant que professionnel (2019)
Le 20 avril 2019, lors des Mt. SAC Relays à Torrance en Californie, il porte son record personnel du 400 m à 43 s 45, devenant le 4e meilleur performeur de tous les temps sur la distance, ex aequo avec le triple champion olympique Jeremy Wariner,. Au Golden Gala de Rome le 6 juin, il bat de 2 centièmes de seconde son compatriote Noah Lyles sur 200 m en 19 s 70, établissant par la même occasion un nouveau record personnel sur la distance et la meilleure performance mondiale de la saison (qui sera battue par Noah Lyles le 5 juillet à Lausanne). Favori des championnats des États-Unis 2019 à Des Moines le 27 juillet, il ne termine que deuxième en 43 s 79 du 400 m, battu par Fred Kerley, face à qui il prendra sa revanche à l'occasion du 400 m des finales de la Ligue de Diamant à Bruxelles le 6 septembre (44 s 26 pour Norman contre 44 s 46 pour Kerley).
Il s'illustre lors de la Ligue de diamant 2019 en remportant le 400 m du meeting de Stockholm et de la Prefontaine Classic à Eugene. 
Malgré une saison de très haute facture, il est éliminé dès les demi-finales du 400 m des championnats du monde de Doha, où diminué physiquement, il ne se classe que septième de sa course en 45 s 94, très loin de sa meilleure marque de la saison.
Il remporte la finale de la Ligue de diamant à Bruxelles, en 44 s 26, devant Fred Kerley et Akeem Bloomfield.

### Médaillé d'or sur 4 × 400 m aux Jeux olympiques de Tokyo (2021)
Le 20 juillet 2020, à l'occasion d'un meeting de reprise à Fort Worth, au Texas aux Etats-Unis, Michael Norman établit la meilleure performance mondiale de l'année sur 100 m avec un chrono en 9 s 86 (+1,6 m/s), devant le spécialiste du 400 m haies Rai Benjamin. Il bat son précédent record personnel de plus de 4 dixièmes de secondes (10 s 27) sur une distance qu'il n'avait plus couru depuis 2016, préférant se concentrer sur le 200 m et le 400 m. Il devient le deuxième athlète de l'histoire après Wayde Van Niekerk à passer sous les 10 secondes sur 100 m, sous les 20 secondes sur 200 m et sous les 44 secondes sur 400 m.
Il remporte son premier titre national à l'occasion des Sélections olympiques américaines d'athlétisme 2020 se déroulant en juin 2021 à Eugene, s'imposant dans le temps de 44 s 07 devant Michael Cherry et Randolph Ross. Aux Jeux olympiques de Tokyo, Michael Norman ne se classe que 5e de l'épreuve du 400 mètres en 44 s 31, à près d'une demi-seconde du vainqueur, le Bahaméen Steven Gardiner. Il s'impose néanmoins dans l'épreuve du relais 4 × 400 mètres en compagnie de Michael Cherry, Bryce Deadmon et Rai Benjamin, en 2 min 55 s 70

### Champion du monde du 400 m (2022)

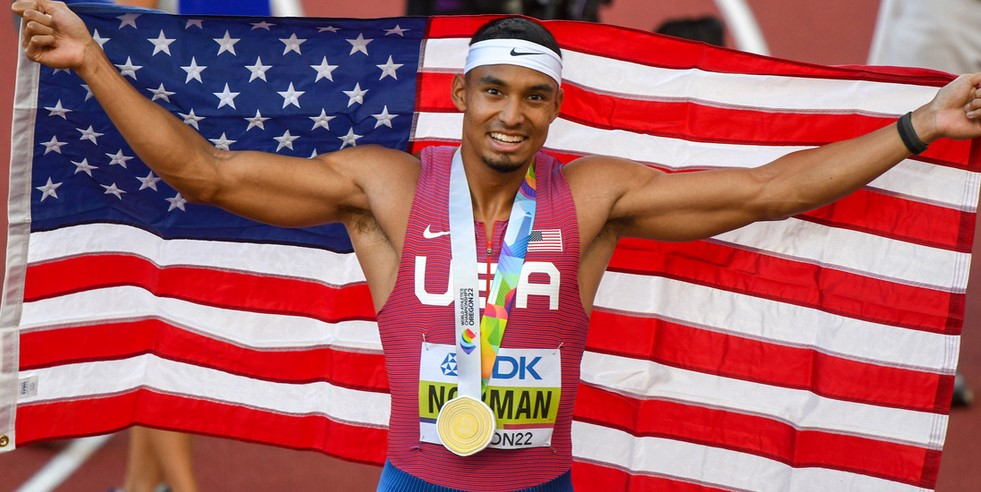
Michael Norman lors des championnats du monde 2022.

Le 28 mai 2022 lors de la Prefontaine Classic, Michael Norman descend une nouvelle fois sous les 44 secondes en établissant le temps de 43 s 60. Le 25 juin 2022, il remporte son deuxième titre national consécutif à l'occasion des championnats des États-Unis à Eugene, établissant en finale la meilleure performance mondiale de l'année en 43 s 56.
Favori des championnats du monde se déroulant également à Eugene, il s'impose en finale dans le temps de 44 s 29, devant Kirani James et Matthew Hudson-Smith, décrochant le premier titre américain masculin sur 400 m depuis LaShawn Merritt en 2013. Le 24 juillet 2022, il remporte la médaille d'or du relais 4 × 400 m en compagnie de Elija Godwin, Bryce Deadmon et Champion Allison, dans le temps de 2 min 56 s 17, meilleure performance mondiale de l'année.

### Objectif: 100 m (2023)
Michael Norman décide de se concentrer en 2023 sur le sprint court, et en particulier sur le 100 mètres.

## Palmarès

### International
| Date | Compétition                   | Lieu             | Résultat | Épreuve   | Temps         |
| ---- | ----------------------------- | ---------------- | -------- | --------- | ------------- |
| 2016 | Championnats du monde juniors | Bydgoszcz        | 1er      | 200 m     | 20 s 17       |
| 2016 | Championnats du monde juniors | Bydgoszcz        | 1er      | 4 × 100 m | 38 s 93       |
| 2019 | Ligue de diamant              | Ligue de diamant | 1er      | 400 m     | 44 s 26       |
| 2021 | Jeux olympiques               | Tokyo            | 5e       | 400 m     | 44 s 31       |
| 2021 | Jeux olympiques               | Tokyo            | 1er      | 4 x 400 m | 2 min 55 s 70 |
| 2022 | Championnats du monde         | Eugene           | 1er      | 400 m     | 44 s 29       |
| 2022 | Championnats du monde         | Eugene           | 1er      | 4 x 400 m | 2 min 56 s 17 |
| 2024 | Jeux olympiques               | Paris            | 8e       | 400 m     | 45 s 62       |

### National
- Championnats des États-Unis d'athlétisme
  - 400 m : vainqueur en 2020 et 2022 ; 2e en 2019

## Records

### Records personnels
| Épreuve   | Épreuve   | Temps           | Lieu            | Date            |
| --------- | --------- | --------------- | --------------- | --------------- |
| Plein air | 100 m     | 9 s 86 (+ 1.6)  | Fort Worth      | 20 juillet 2020 |
| Plein air | 200 m     | 19 s 70 (+ 0,7) | Rome            | 6 juin 2019     |
| Plein air | 400 m     | 43 s 45         | Torrance        | 20 avril 2019   |
| Plein air | 4 × 100 m | 38 s 88         | Los Angeles     | 24 mars 2018    |
| Plein air | 4 × 400 m | 2 min 59 s 00   | Eugene          | 8 juin 2018     |
| En salle  | 200 m     | 20 s 75         | Fayetteville    | 11 février 2017 |
| En salle  | 400 m     | 44 s 52         | College Station | 10 mars 2018    |
| En salle  | 4 × 400 m | 3 min 0 s 77    | College Station | 10 mars 2018    |

### Meilleures performances par année
| Année | Temps          | Date             | Lieu         | Rang |
| ----- | -------------- | ---------------- | ------------ | ---- |
| 2014  | 10 s 73 (+0.4) | 23 avril 2014    | Murrieta     |      |
| 2015  | 10 s 36 (-0.5) | 13 juin 2015     | Rond. Island |      |
| 2016  | 10 s 27 (-1.2) | 16 avril 2016    | Walnut       | 214  |
| 2017  | —              |                  |              |      |
| 2018  | —              |                  |              |      |
| 2019  | —              |                  |              |      |
| 2020  | 9 s 86 (+1.6)  | 20 juillet 2020  | Fort Worth   |      |
| 2021  | 9 s 97 (-0.5)  | 5 septembre 2021 | Padoue       |      |
| 2022  | —              |                  |              |      |

| Année | Temps   | Date           | Lieu    | Rang |
| ----- | ------- | -------------- | ------- | ---- |
| 2014  | 20 s 82 | 30 mai 2014    | Norwalk |      |
| 2015  | 20 s 24 | 27 juin 2015   | Eugene  |      |
| 2016  | 20 s 14 | 9 juillet 2016 | Eugene  | 25   |
| 2017  | —       |                |         |      |
| 2018  | 19 s 84 | 30 juin 2018   | Paris   | 6    |
| 2019  | 19 s 70 | 6 juin 2019    | Rome    | 2    |
| 2020  | —       |                |         |      |
| 2021  | —       |                |         |      |
| 2022  | 19 s 83 | 16 avril 2022  | Walnut  |      |

| Année | Temps   | Date            | Lieu       | Rang |
| ----- | ------- | --------------- | ---------- | ---- |
| 2014  | 46 s 94 | 7 juin 2014     | Clovis     |      |
| 2015  | 45 s 19 | 6 juin 2015     | Clovis     | 30   |
| 2016  | 45 s 51 | 9 mai 2016      | Arcadia    |      |
| 2017  | 44 s 60 | 23 juin 2017    | Sacramento | 15   |
| 2018  | 43 s 61 | 8 juin 2018     | Eugene     | 1    |
| 2019  | 43 s 45 | 20 avril 2019   | Torrance   | 1    |
| 2020  | 51 s 30 | 23 juillet 2020 | Fort Worth |      |
| 2021  | 44 s 07 | 20 juin 2021    | Eugene     |      |
| 2022  | 43 s 56 | 25 juin 2022    | Eugene     |      |